# Anguillon
Der Anguillon (auch: Grand Anguillon) ist ein Fluss in Frankreich, der im Département Bouches-du-Rhône in der Region Provence-Alpes-Côte d’Azur verläuft. Er entspringt als Ruisseau le Terrenque an der Nordseite der Alpilles, im gleichnamigen Regionalen Naturpark Alpilles, im Gemeindegebiet von Saint-Rémy-de-Provence. Der Fluss entwässert zunächst in nördlicher Richtung, erreicht bei Noves das Tal der Durance, verläuft ab hier parallel dazu Richtung Nordwest und mündet nach insgesamt rund 20 Kilometern gegenüber von Avignon, im Gemeindegebiet von Châteaurenard, als linker Nebenfluss in die Durance.

## Orte am Fluss
- Noves